# Порядок наследования саудовского престола
Порядок наследования престола Саудовской Аравии определяется внутри правящего дома Саудитов. В случае освобождения места на престоле его занимает наследный принц, в то же время назначается новый наследный принц согласно принципу лествичного права из числа сыновей Ибн-Сауда. Некоторые члены семьи Саудов лишаются права наследования престола по различным причинам. В 2014 году был впервые выбран заместитель наследного принца (второй в очереди на трон).
Нынешний правитель Саудовской Аравии — король Салман, сменивший короля Абдаллу после его смерти 23 января 2015 года. В тот же день принц Мукрин был назначен наследным принцем, но спустя всего три месяца вместо него был назначен Мухаммед ибн Наиф согласно приказу короля Салмана.
Утром 21 июня 2017 года саудовское государственное телевидение сообщило о том, что Мухаммед ибн Наиф перестал быть наследным принцем, а это место занял сын короля Салмана Мухаммед ибн Салман Аль Сауд.
Нынешний наследный принц — внук Ибн-Сауда, таким образом его второе поколение официально заняло первое место в линии престолонаследия. Назначение внуков Ибн-Сауда в линии престолонаследия основано на их заслугах. В 2006 году был создан Совет Преданности для содействия передачи королевский власти.

## История

### Ибн-Сауд
Дом Саудитов контролировал обширные области Аравийского полуострова на протяжении двух с половиной веков. Династия дважды испытывала серьёзный кризис в 1800-х годах из-за разногласий относительно престолонаследия. В 1890-х годах Саудиты были оттеснены от власти династией Аль Рашид. При эмире Абдул-Азизе ибн Абдуррахмане Аль Сауде началась борьба за восстановление власти Саудитов, в 1902 году они захватили Эр-Рияд. После долгих междоусобиц Саудовская Аравия стала королевством в 1932 году.
После объединения значительной части Аравийского полуострова в единое государство Ибн-Сауд заключил полигамные браки с представительницами крупнейших племён своей страны. Это укрепило власть его и Саудитов, придав ей легитимность в Аравии. У Ибн-Сауда была почти сотня детей, 60 из которых были мальчиками. Ибн-Сауд умер в 1953 году.

### Вопрос о престолонаследии в Саудовской Аравии: 1920—1953
Когда Ибн-Сауд начинал борьбу за восстановление власти Саудитов, его сын Турки был его наследником. Он умер во время большой эпидемии гриппа в 1918—1919 годах, оставив беременную жену. Возможность того, что ребёнок наследует крайне не стабильную власть над эмиратом Неджд, каковой она была в 1920 году, была совершенно неприемлемой. Ибн-Сауд решил оставить вопрос престолонаследия открытым, надеясь, что один из его братьев или его второй сын Сауд возложат на себя в случае необходимости миссию сделать государство сильным.
В конце 1920-х и начале 30-х годов брат Ибн-Сауда Мухаммад ибн Абдуррахман конфликтовал с ним из-за вопроса, кто будет наследником престола: его сын Халид или сын Ибн-Сауда Сауд. В 1933 году король сделал свой выбор, и Сауд был объявлен наследным принцем.
В конце жизни король Ибн-Сауд изъявил свою волю о том, чтобы наследование саудовского престола осуществлялось согласно принципу лествичного права, а наследником Сауда стал наиболее способный брат Фейсал. Когда престарелый Ибн-Сауд умер в 1953 году, Сауд стал королём, а Фейсал был одновременно объявлен наследным принцем.

### Сауд против Фейсала
Казалось, что вопрос престолонаследия в Саудовской Аравии был решён. Но на фоне разрастания конфликта между королём и его наследным принцем в начале 1960-х годов Сауд намеревался изменить линию преемственности от лествичного права на право первородства по мужской линии и объявить своего старшего сына наследным принцем. Это было неприемлемо для остальных членов королевской семьи. В итоге Фейсал возглавил дворцовый переворот, в результате которого в конце 1964 года был свергнут король Сауд.

### Проблема принца Мухаммеда
Несмотря на проблемы, которые привели к появлению его прозвища «отец двух зол», принц Мухаммед был умным и способным государственным деятелем. Когда Фейсал захватил власть, он назначил брата Халида заместителем Премьер-министра в 1962 году, в обход Мухаммеда. Мухаммед был наследным принцем с 1964 по 1965 год, пока его не сменил принц Халид, поскольку других принцев — Нассера и Саада — считали «недостойными».

### Фахд и Абдулла
Одна из причин того, что Мухаммед не принят изначально, его недоверие к так называемой Семёрке Судайри — сыновьям, рождённым Ибн Сауду его любимой женой. Старший из группы, принц Фахд получил должность «заместителя премьер-министра» и в то же время, принц Абдалла, командующий Национальной гвардии, был в очереди после него.

### Возвращение «Семёрки Судайри»
Когда здоровье короля Халида начал стремительно ухудшаться, проблема преемственности вернулась на первый план. Наследный принц Фахд хотел, чтобы его следующий брат, министр обороны Принц Султан, стал наследным принцем, но возникла заминка:у  него было два старших брата, принцы Бандар и Мусаид. Принц Мусаид был в опале, его сын был убийцей короля Фейсала..
В то время как на протяжении большей части своей жизни Бандар остался вдали от власти, предпочитая частный бизнес, но теперь он потребовал свое право на наследство и получив деньги в 1982 году отказался от престолонаследия.
После смерти Фахда в 2005 году, Абдалла взошел на престол и Султан был автоматически назначен кронпринцем. Наследный принц Султан убедил короля назначить своего брата Найефа своим заместителем. Принц Султан умер в октябре 2011 года, а через 8 месяцев, в июне 2012 года его брат Наиф, который был наследным принцем, и другой брат Салман стал наследным принцем 18 июня 2012 года.

### Изменение в линии наследования
После смерти короля Абдаллы 23 января 2015 года Салман взошел на трон и назначил наследным принцем Мукрина. В то же время, Мухаммад бин Наиф, министр внутренних дел был назначен заместителем наследного принца, таким образом он стал первым внуком основателя Саудовской Аравии, занявшим место в линии наследования престола. 29 апреля принц Мукрин был смещён с должности наследного принца и её занял Мухаммед ибн Наиф Аль Сауд.
Утром 21 июня 2017 государственное телевидение сообщило, что принц Мухаммед ибн Наиф был смещён с должности наследного принца, и её занял сын короля, принц Мухаммед ибн Салман.